# Asplenium septentrionale
Asplenium septentrionale es una especie de helecho  de la familia de las aspleniáceas.

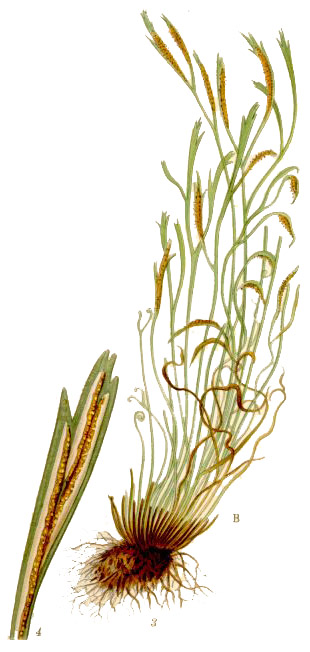
Litografía de la planta

## Descripción
Es un helecho, aunque su aspecto no sea el típico. Es planta pequeña, de 5-15 cm, cuyas láminas verde oscuro, brillantes, crecen agrupadas, indivisas o bifurcándose 1-3 veces sucesivamenet de dos en dos. Los soros en que se agrupan las esporas, que se dispersan durante el verano, son alargados, marrón muy oscuro y situados por debajo de las láminas.

## Distribución y hábitat
En Europa y Gran Bretaña.
En el centro de la península ibérica aparece en las fisuras temporalmente húmedas de las rocas graníticas.

## Taxonomía
Asplenium septentrionale fue descrita por (Carlos Linneo) Hoffm.  y publicado en Deutschland Flora 2: 12–13. 1795.
Citología
Número de cromosomas de Asplenium septentrionale (Fam. Aspleniaceae) y táxones infraespecíficos: 2n=144
Etimología
Ver: Asplenium
septentrionale: epíteto latino que significa que pertenece al norte.
Sinonimia
- Acrostichum septentrionale L. basónimo
- Amesium sasaki Hayata[6]
- Asplenium bifurcatum Opiz
- Asplenium septentrionale subsp. septentrionale (L.) Hoffm.
- Scolopendrium septentrionale (L.) Roth
- Trichomanes petraeum Bubani[7]